# 塞雷纳新镇
塞雷纳新镇，是西班牙埃斯特雷马杜拉巴达霍斯省的一个市镇。总面积153平方公里，总人口24092人（2001年），人口密度157人/平方公里。